# John T. Reitz
John T. Reitz é um sonoplasta estadunidense. Venceu o Oscar de melhor mixagem de som na edição de 2000 por Matrix, ao lado de Gregg Rudloff, David E. Campbell e David Lee.